# Фрейд, Анна
Анна Фрейд (нем. Anna Freud; 3 декабря 1895, Вена — 9 октября 1982, Лондон) — британский психолог и психоаналитик австрийского происхождения, младшая дочь основателя психоанализа Зигмунда Фрейда. Наряду с Мелани Кляйн считается основателем детского психоанализа.

## Биография
У Зигмунда Фрейда и его жены Марты Анна была младшим, шестым ребёнком в семье. В качестве первой профессии выбрала профессию учителя начальной школы. После Первой мировой войны, оставив учительство, Анна посвятила себя отцу, работая его секретарём и сиделкой, а также психоанализу. Вскоре она вступает в Венское психоаналитическое общество и выступает там с первыми докладами. В 1938 году, после аншлюса Австрии, семья Фрейдов подвергается аресту, и вскоре Анна вместе с отцом навсегда покидает Вену, выбрав новым местом жительства Лондон. В Великобритании она продолжила заниматься психоанализом, развивая идеи своего отца, особенно в области психологии детства. В 1947 году Анна Фрейд основала Хэмпстедскую клинику в Лондоне — крупнейший в то время детский психоаналитический лечебный и учебный центр. В 1952 году она открыла в Лондоне детские терапевтические курсы и клинику, которые были первым учреждением для лечения детей методом психоанализа. Последние годы жизни учёная и исследовательница работала в Йельском университете, продолжая развивать свои идеи в области детской психологии. Умерла Анна Фрейд в Лондоне 9 октября 1982 года. Она никогда не была замужем и не имела собственных детей.

## Научные воззрения
Став прямым наследником научных воззрений своего отца, Анна Фрейд в первую очередь развивала психоаналитические представления о Я, фактически основав новое неофрейдистское направление в психологии — эго-психологию. Главной её научной заслугой обычно считают разработку теории защитных механизмов человека — механизмов, с помощью которых Я нивелирует влияние Оно. Также Анна значительно продвинулась в изучении агрессии, но всё-таки самым весомым вкладом в психологию было создание (эта заслуга принадлежит ей вместе с Мелани Кляйн) детской психологии и детского психоанализа. Ею были разработаны методы работы с детьми, в том числе игровые, положения психоаналитической теории перерабатывались Анной для прикладной помощи родителям и детям в их взаимодействии. Дети были главным научным и жизненным интересом Анны Фрейд, однажды она даже сказала: «Я не думаю, что являюсь хорошим предметом для биографии. Наверное, всю мою жизнь можно описать одним предложением — я работала с детьми!». В конце жизни учёную, уже имевшую звания Почётного профессора во многих крупнейших университетах мира, привлекла другая область, связанная с детьми — семейное право, им она занималась в Йельском университете, издав две работы в соавторстве с коллегами (см. Избранные научные работы).

## Избранные научные работы
- Введение в психоанализ для педагогов (Einführung in die Psychoanalyse für Pädagogen, 1926)
- Эго и механизмы защиты (Das Ich und die Abwehrmechanismen, 1936)
- Психоаналитическое лечение детей (The Psychoanalytic Treatment of Children, 1946)
- Нормальное и патологическое в детстве: оценка развития (Normality and Pathology in Childhood: Assessment of Development, 1965)
- По ту сторону главных интересов ребёнка (1973) в соавторстве с Дж. Гольштейном и А. Солнитом.
- Перед главными интересами ребёнка (1979), в соавторстве с Дж. Гольштейном и А. Солнитом.

### Переводы на русский язык
- Фрейд А. Введение в технику детского психоанализа. Одесса, 1927
- Фрейд А. Психология «я» и защитные механизмы. М., 1993
- Фрейд А. Теория и практика детского психоанализа, тт. 1-2. М., 1999